# مارية (ابنة موريكيوس)
ماريا (باليونانية: Μαρία) أو مريم، كانت وفقًا لسجلات القرن الثاني عشر لميخائيل السرياني، ابنة الإمبراطور البيزنطي موريكيوس، وزوجة الشاه الفارسي الساساني كسرى الثاني، إلا أنها لم تُذكر في المصادر البيزنطية لذا فهي شخصية خيالية على الأرجح.